# Luis Galarreta
Luis Fernando Galarreta Velarde (Lima, 12 de março de 1971) ele é um político peruano. Foi deputado da república representando Região Metropolitana de Lima por três mandatos consecutivos: 2006-2011, 2011-2016, 2016-2020. Da mesma forma, atuou como presidente do Congresso da República do Peru entre 26 de julho de 2017 e 26 de julho de 2018.